# Le Rire jaune (roman)
Pour les articles homonymes, voir Le Rire jaune.
Le Rire jaune est un roman publié par Pierre Mac Orlan en 1914, après avoir paru en feuilleton en 1913 dans le journal culturel Comœdia dirigée par Gaston de Pawlowski (à qui le roman est dédié.) Plus ambitieux que La Maison du retour écœurant, Le Rire jaune révèle aux côtés du ton humoristique des premiers textes, « une vision dramatique, parfois prophétique, de l'avenir proche », écrit le critique Bernard Baritaud. Mac Orlan imagine l'apparition d'épidémie mortelle de rire.
Publié en volume aux éditions Albert Méricant au printemps 1914, ce roman passa pourtant à peu près inaperçu : trois mois plus tard, la guerre était déclarée. Pour les éditions ultérieures, ce roman sera suivi de La Bête conquérante (1920).